# Liste der Domprediger am Dom zu Halberstadt

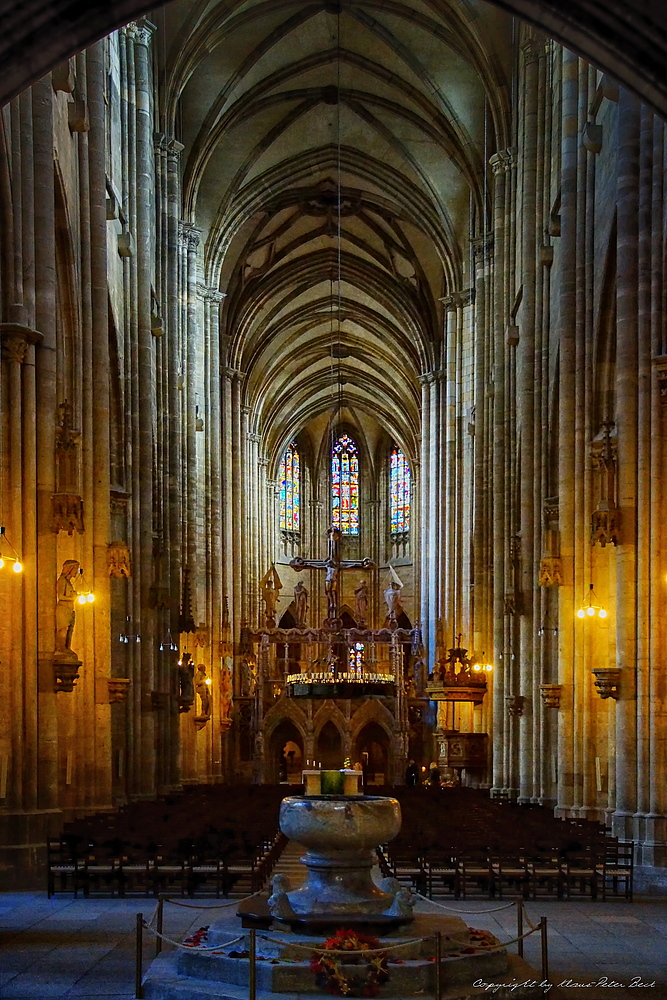
Das Langhaus des Halberstädter Doms mit der heutigen Kanzel

Am Dom zu Halberstadt wurde die Reformation 1591 eingeführt, die Domprediger sind im Protestantismus in der Regel die (leitenden) Pfarrer am Dom. Als Domprediger waren in Halberstadt tätig:
| Name                                       | von                | bis               | Funktion                                                                            |
| ------------------------------------------ | ------------------ | ----------------- | ----------------------------------------------------------------------------------- |
| Martin Mirus                               | 21. September 1591 | 25. November 1591 | Domprediger, vorher (bis 1588) und nachher Oberhofprediger in Dresden               |
| Nikolaus Schulze (Sueltzen)                | 26. September 1591 | 1616 (?)          | Zweiter Domprediger                                                                 |
| Daniel Sachs(e)/ Saxe                      | 1592               | 1605 (†)          | Oberdomprediger                                                                     |
| Johannes Terellius                         | 1610               | 1611 (†)          | Domprediger, starb an der Pest                                                      |
| Johannes Reineccius                        | 1608               | 1623              | Zuerst Zweiter Domprediger, dann Domprediger, 1623 suspendiert                      |
|                                            |                    |                   |                                                                                     |
| Paul Müller                                | 1620               | ?                 | Zuerst Zweiter, ab 1624 Erster Domprediger                                          |
| Hector Mithobius                           | 1634               | 1640              | Domprediger und Generalsuperintendent während der schwedischen Besatzung            |
| Peter Philips                              | 1634               | 1659 (†)          | Zuerst Zweiter, ab 1640 Erster Domprediger                                          |
| Laurentius Schultze                        | 1640               | 1643              | Zweiter Domprediger                                                                 |
|                                            |                    |                   |                                                                                     |
| Autor Stein                                | 1659               | 1683 (†)          | Oberdomprediger und Generalsuperintendent                                           |
| Johann Conrad Schneider                    | 1674               | 1702 (†)          | Zuerst Zweiter, ab 1683 Erster Domprediger                                          |
|                                            |                    |                   |                                                                                     |
| Johann Christoph Fidler                    | 1694               | 1735              | Zuerst Zweiter, ab 1718 Oberdomprediger                                             |
| N. N. Eichholz                             | 1703               | 1716 (†)          | Oberdomprediger                                                                     |
| Wilhelm Rittner                            | 1718               | 1749 (†)          | Zuerst Zweiter, ab 1745 Oberdomprediger                                             |
| Georg Erich Weisbeck                       | 1736               | 1745              | Oberdomprediger, zugleich Konsistorialrat und Generalsuperintendent                 |
| Carl Gottfried Weisbeck                    | 1745               | 1787 (†)          | Zuerst Zweiter, ab 1749 Oberdomprediger, ab 1773 auch Konsistorialrat               |
| Johann Georg Sucro                         | 1750               | 1756              | Zweiter Domprediger, später Domprediger, Konsistorialrat und Inspektor in Magdeburg |
| Johann Christoph Gottsched                 | 1757               | 1774 (†)          | Zweiter Domprediger                                                                 |
| Johann Werner Streithorst                  | 1775               | 1800 (†)          | Zweiter Domprediger, ab 1788 erster Domprediger/Oberdomprediger                     |
|                                            |                    |                   |                                                                                     |
| Johann Just Christian Grahn * 1758; † 1824 | ?                  | 1824 (†)          | Oberdomprediger                                                                     |
| Christian Friedrich Bernhard Augustin      | 1824               | 1856              | Oberdomprediger, vorher Domprediger                                                 |
| Adolf Krummacher                           | 1853               | 1872              | Domprediger                                                                         |
| Martin Hugo Lange                          | 1853               | 1893              | Domprediger                                                                         |
| Bernhard Friedrich Gottlieb von Rechenberg | 1858               | 1865              | Oberdomprediger                                                                     |
|                                            |                    |                   |                                                                                     |
| Gustav Nebe                                | 1874               | 1883              | Oberdomprediger, Superintendent                                                     |
| Siegfried Lange                            | 1853               | 1945 (†)          | Domprediger                                                                         |